# Liam Borchers
Liam Borchers (Groningen, 7 mei 2004) is een Nederlandse schrijver en onderzoeker gespecialiseerd in voetbalgeschiedenis.
Aanvankelijk focuste Borchers' werk op het Spaanse voetbal vanuit een algemeen en informatief perspectief, geschreven in het Nederlands. Later specialiseerde hij zich in historische monografieën over bescheiden voetbalclubs in Spanje: CD Atlético Baleares, uit Palma (Balearen), en CE Europa, uit Gràcia, een wijk in Barcelona (Catalonië), beide geschreven in het Engels. Daarnaast is hij auteur van artikelen over dezelfde onderwerpen in tijdschriften als Staantribune en Panenka Magazine.